# ダリル・ドーキンス
ダリル・ドーキンス (Darryl Dawkins, 1957年1月11日 - 2015年8月27日) は、アメリカ合衆国の元プロバスケットボール選手。身長211cm、体重114kg。ポジションはセンター。1970年代後半から1980年代にかけてNBAのフィラデルフィア・76ersなどで活躍し、破壊的なスラムダンカーとして人気を博した。シーズン通算386ファウルのNBA記録保持者（1983-84シーズン）。

## 経歴
フロリダ州オーランドで生れたドーキンスは、地元のメイナード・エヴァンス高校で平均32得点21リバウンドを記録してチームを州チャンピオンに導いた。彼のもとには複数の強豪大学から勧誘が来たが、ドーキンスは家族に経済的援助を与えるため、大学を経由せずNBAドラフトにエントリーすることを決意した。ドーキンスは1975年にドラフト全体5位でフィラデルフィア・76ersに指名を受け、1巡目指名された初の高卒選手となった。
NBAデビューから最初の2シーズンは充分な出場時間を得られなかったが、2年目の1976-77シーズンに76ersがファイナルに進出した際、シリーズ平均19分のプレータイムでチームに貢献した。第2戦では対戦相手であるポートランド・トレイルブレイザーズのモーリス・ルーカスと乱闘を起して退場処分を受けた。76ersは2勝4敗で敗れて優勝を逃している。
3年目からはプレータイムが大幅に伸びて平均得点を2桁にのせ、ジュリアス・アービングやジョージ・マクギニス、コールドウェル・ジョーンズらとともに76ersの主力として活躍するようになった。このシーズンにはフィールドゴール成功率でリーグ2位の.575を記録した。1978年にマクギニスが移籍するとドーキンスの重要性はますます高まった。
1979-80シーズン、ドーキンスは不動の先発センターとなり、平均14.7得点にキャリアハイとなる8.7リバウンドを記録した。一方シーズン328ファウルはリーグ1位の数字であった。76ersは59勝をあげて3年ぶりにファイナル進出を果たした。最終的にロサンゼルス・レイカーズに2勝4敗で屈したものの、ドーキンスはシリーズ平均20.2得点の大活躍を見せた。翌1980-81シーズンはリーグ2位のフィールドゴール成功率.607を記録したが、チームはプレーオフのカンファレンス決勝で敗退した。
1981-82シーズン、ドーキンスは怪我もあって48試合の出場に留まり、個人成績も落ち込んだ。76ersは58勝を記録して2年ぶりにファイナルに進むも、前回同様レイカーズに敗北した。ファイナル敗退後、レイカーズのカリーム・アブドゥル＝ジャバーに対抗しうるセンターの確保が必要と判断した76ersの首脳陣は、ドーキンスとコールドウェル・ジョーンズを放出し、ヒューストン・ロケッツのモーゼス・マローンを獲得した。この結果、ドーキンスはニュージャージー・ネッツに移籍することとなった。なお、マローンが加入した76ersは翌1982-83シーズンに念願のリーグ優勝を果たしている。
新天地のネッツでは先発センターを務め、バック・ウィリアムスらとチームを牽引した。加入1年目の1982-83シーズンには通算379ファウルで2度目のリーグ1位となった。このシーズンにネッツが記録した49勝は、21世紀に入るまでNBAにおけるチーム最高戦績だった。翌1983-84シーズンにドーキンスはキャリアハイとなる平均16.8得点をあげ、同時に2年連続3度目のリーグ1位かつNBA記録となるシーズン通算386ファウルを記録した。また同年にマークした1試合13ブロックはネッツのフランチャイズ記録となっている。チームはプレーオフ1回戦で前年王者のフィラデルフィア・76ersを破る大金星をあげ、ドーキンスはプレーオフ期間中チームトップの平均18.4得点と活躍した。
1984-85シーズン、ネッツはさらなる躍進を期待されたが、ドーキンスは怪我でシーズンの半分以上を欠場した。翌シーズンは復帰してベンチから平均15得点を記録していたが再び負傷し、次の1986-87シーズンは僅か6試合の出場に留まった。
1987年、ドーキンスは三角トレードの一環でユタ・ジャズに移籍し、4試合に出場した後デトロイト・ピストンズと契約した。当時のピストンズはアイザイア・トーマスを筆頭に"バッドボーイズ"と呼ばれ、リーグ屈指の強豪チームに成長していた。ドーキンスはピストンズでの2年間で16試合のみの出場であったが、チームの精神的支柱としてメンバーに慕われた。1988-89シーズン、ピストンズはファイナルでロサンゼルス・レイカーズを破って初優勝を果たした。シーズン終了後、ドーキンスはNBAチームと契約しないことを表明し、14年間のNBAキャリアを終えた。NBAでの成績は726試合の出場で通算8,733得点4,432リバウンド（平均12.0得点6.1リバウンド）であった。
ドーキンスはその後イタリアのプロリーグに渡り、1994年まで現役を続けた。途中在籍したオリンピア・ミラノでは背番号『11』が永久欠番に指定されている。またエキシビションチームのハーレム・グローブトロッターズでもプレーした。1990年代半ばには複数のNBAチームのトライアウトに参加したが、NBA復帰はならなかった。
現役引退後は独立リーグのヘッドコーチなどを務めた。
2015年、ドーキンスは心臓発作のため、ペンシルベニア州アレンタウンにて58歳で死去した。

## "Chocolate Thunder"
ドーキンスがスラムダンカーとしての名を一躍知らしめたのは、1979年11月13日に行われたフィラデルフィア・76ers対カンザスシティ・キングス戦であった。後半開始直後、モーリス・チークスのパスを受け取ったドーキンスがダンクを叩き込み、その衝撃でバックボードが粉々に割れるという驚異的なプレーが飛び出した。そしてその約3週間後のサンアントニオ・スパーズ戦で、ダンクを試みたドーキンスはまたもバックボードを破壊した。リーグはこれを受けて現在も使用されている柔軟性の高いリムを導入した。ドーキンスの破壊的なプレーを目の当たりにしたスティーヴィー・ワンダーは彼に「チョコレート・サンダー」というニックネームを命名し、以後この愛称で親しまれるようになった。

## 個人成績

### NBA

#### レギュラーシーズン
| シーズン | チーム | GP  | GS  | MPG  | FG%  | 3P%  | FT%  | RPG | APG | SPG | BPG | PPG  |
| -------- | ------ | --- | --- | ---- | ---- | ---- | ---- | --- | --- | --- | --- | ---- |
| 1975–76  | PHI    | 37  | 1   | 4.5  | .500 | –    | .333 | 1.3 | .1  | .1  | .2  | 2.4  |
| 1976–77  | PHI    | 59  | 0   | 11.6 | .628 | –    | .506 | 3.9 | .4  | .2  | .8  | 5.3  |
| 1977–78  | PHI    | 70  | 11  | 24.6 | .575 | –    | .709 | 7.9 | 1.2 | .5  | 1.8 | 11.7 |
| 1978–79  | PHI    | 78  | 12  | 26.1 | .517 | –    | .672 | 8.1 | 1.6 | .4  | 1.8 | 13.1 |
| 1979–80  | PHI    | 80  | 80  | 31.8 | .522 | .000 | .653 | 8.7 | 1.9 | .6  | 1.8 | 14.7 |
| 1980–81  | PHI    | 76  | 76  | 27.5 | .607 | ---  | .720 | 7.2 | 1.4 | .5  | 1.5 | 14.0 |
| 1981–82  | PHI    | 48  | 36  | 23.4 | .564 | .000 | .695 | 6.4 | 1.1 | .4  | 1.1 | 11.0 |
| 1982–83  | NJN    | 81  | 81  | 25.8 | .599 | ---  | .646 | 5.2 | 1.4 | .8  | 1.9 | 12.0 |
| 1983–84  | NJN    | 81  | 80  | 29.8 | .593 | .400 | .735 | 6.7 | 1.5 | .7  | 1.7 | 16.8 |
| 1984–85  | NJN    | 39  | 30  | 24.9 | .566 | .000 | .711 | 4.6 | 1.2 | .4  | .9  | 13.5 |
| 1985–86  | NJN    | 51  | 3   | 23.7 | .644 | .000 | .707 | 4.9 | 1.5 | .3  | 1.2 | 15.3 |
| 1986–87  | NJN    | 6   | 2   | 17.7 | .625 | ---  | .708 | 3.2 | .3  | .3  | .5  | 9.5  |
| 1987–88  | UTA    | 4   | 0   | 6.5  | .143 | ---  | .333 | 1.3 | .3  | .0  | .3  | 1.5  |
| 1987–88  | DET    | 2   | 0   | 3.5  | .500 | ---  | .667 | .0  | .5  | .0  | .5  | 2.0  |
| 1988–89  | DET    | 14  | 0   | 3.4  | .474 | ---  | .500 | .5  | .1  | .0  | .1  | 1.9  |
| 通算     | 通算   | 726 | 412 | 23.7 | .572 | .133 | .685 | 6.1 | 1.3 | .5  | 1.4 | 12.0 |

#### プレーオフ
| シーズン | チーム | GP  | GS | MPG  | FG%  | 3P%  | FT%   | RPG | APG | SPG | BPG | PPG  |
| -------- | ------ | --- | -- | ---- | ---- | ---- | ----- | --- | --- | --- | --- | ---- |
| 1977     | PHI    | 18  | –  | 18.4 | .526 | –    | .660  | 5.4 | .9  | .4  | 1.0 | 7.3  |
| 1978     | PHI    | 10  | –  | 18.0 | .509 | –    | .529  | 5.7 | 1.0 | .3  | 1.5 | 6.3  |
| 1979     | PHI    | 9   | –  | 28.3 | .528 | –    | .681  | 9.1 | 1.3 | .2  | 1.8 | 16.0 |
| 1980     | PHI    | 18  | –  | 33.7 | .529 | .000 | .645  | 7.6 | 1.8 | .7  | 2.3 | 17.3 |
| 1981     | PHI    | 16  | –  | 26.3 | .562 | ---  | .721  | 6.1 | .9  | .2  | 1.0 | 13.8 |
| 1982     | PHI    | 21  | –  | 21.9 | .556 | ---  | .660  | 4.7 | .5  | .3  | 1.7 | 11.0 |
| 1983     | NJN    | 2   | –  | 29.5 | .773 | .000 | 1.000 | 5.0 | 1.0 | 2.0 | 2.5 | 18.0 |
| 1984     | NJN    | 11  | –  | 30.9 | .559 | .000 | .843  | 6.2 | 1.2 | .5  | .9  | 18.4 |
| 1985     | NJN    | 3   | 3  | 21.3 | .478 | ---  | .750  | 4.7 | 1.3 | .7  | 2.0 | 8.3  |
| 1986     | NJN    | 1   | 0  | 17.0 | .667 | ---  | .667  | 3.0 | 3.0 | .0  | 2.0 | 10.0 |
| 通算     | 通算   | 109 | 3  | 25.1 | .546 | .000 | .703  | 6.1 | 1.1 | .4  | 1.5 | 12.6 |

## エピソード・私生活
- 1986年に開催されたレッスルマニア2のニューヨーク大会にゲスト審査員として出演した。
- ドーキンスはユーモラスで気さくな人柄で知られた。自らを「ラブトロン星の宇宙人」であると語り、頭髪を剃ってピアスや金のネックレスを身につけるなど、当時のNBAでは珍しいユニークな選手であった。また、インタビューや記者会見では巧みなジョークで周囲を笑わせていた。
- 2003年に出版された自叙伝では、現役時代に遭遇した人種差別やジュリアス・アービングとの思い出、オフコートでのドラッグ体験、女性関係などが赤裸々に語られている。
- ドーキンスは3度結婚している。1人目の妻とはニュージャージー・ネッツ時代に知り合い、駆落ち同然で結婚したが間もなく別れた。彼女は1987年にニュージャージー州の実家で自殺している。その後1988年にネッツの元チアリーダーと結婚し、10年後に離婚した。3人目の妻ジャニスとの間には3人の子供をもうけた。